# Filipiny na Zimowych Igrzyskach Olimpijskich 2022
Filipiny na Zimowych Igrzyskach Olimpijskich 2022 – występ kadry sportowców reprezentujących Filipiny na igrzyskach olimpijskich, które odbyły się w Pekinie, w Chińskiej Republice Ludowej, w dniach 4-20 lutego 2022 roku.
Reprezentacja Filipin liczyła jednego zawodnika – mężczyznę, urodzonego i zamieszkałego w Stanach Zjednoczonych.
Był to szósty start Filipin na zimowych igrzyskach olimpijskich.

## Reprezentanci

### Narciarstwo alpejskie
| Zawodnik   | Konkurencja            | 1 przejazd | 1 przejazd | 2 przejazd | 2 przejazd | Łącznie | Łącznie | Źródło |
| Zawodnik   | Konkurencja            | Czas       | Pozycja    | Czas       | Pozycja    | Czas    | Pozycja | Źródło |
| ---------- | ---------------------- | ---------- | ---------- | ---------- | ---------- | ------- | ------- | ------ |
| Asa Miller | slalom mężczyzn        | DNF        | DNF        | NQ         | NQ         | DNF     | DNF     | [ 1 ]  |
| Asa Miller | slalom gigant mężczyzn | DNF        | DNF        | NQ         | NQ         | DNF     | DNF     | [ 1 ]  |